# Crime Without Passion
Pour plus de détails, voir Fiche technique et Distribution.
Crime Without Passion est un film américain de Charles MacArthur et Ben Hecht, sorti en 1934.

## Synopsis
Un brillant avocat sans conscience honnête, Lee Gentry, se vantant de vivre de contrevérité, n'arrive pas à mettre fin à sa liaison avec une artiste de cabaret.

## Fiche technique
- Titre : Crime Without Passion
- Réalisation : Charles MacArthur et Ben Hecht
- Scénario : Charles MacArthur et Ben Hecht
- Photographie : Lee Garmes
- Montage : Arthur Ellis
- Société de production : Hecht-MacArthur Productions
- Société de distribution : Paramount Pictures
- Pays d'origine : États-Unis
- Format : Noir et blanc - 1,37:1 - Mono
- Genre : drame
- Date de sortie : 1934

## Distribution
- Claude Rains : Lee Gentry
- Margo : Carmen Brown
- Whitney Bourne : Katy Costello
- Stanley Ridges : Eddie White
- Leslie Adams : State's Attorney O'Brien
- Parmi les acteurs non crédités :
- Esther Dale : Miss Keeley
- Paula Trueman : Buster Malloy
- Fanny Brice : femme dans le hall de l'hôtel
- Helen Hayes : femme dans le hall de l'hôtel
- Ben Hecht : l'intervieweur
- Charles MacArthur : l'interviewé
- Marjorie Main : la garde-robe
- Marion Martin : la caissière du théâtre